# 椒潘鰍
椒潘鰍為輻鰭魚綱鯉形目鰍科的其中一種，為熱帶淡水魚，分布於亞洲馬來西亞及印尼淡水流域，體長可達5.2公分，棲息在底層水域，棲息在有沉積物沉積的森林溪流，生活習性不明。

## 扩展阅读
維基物種上的相關：椒潘鰍